# حوض بناء سفن

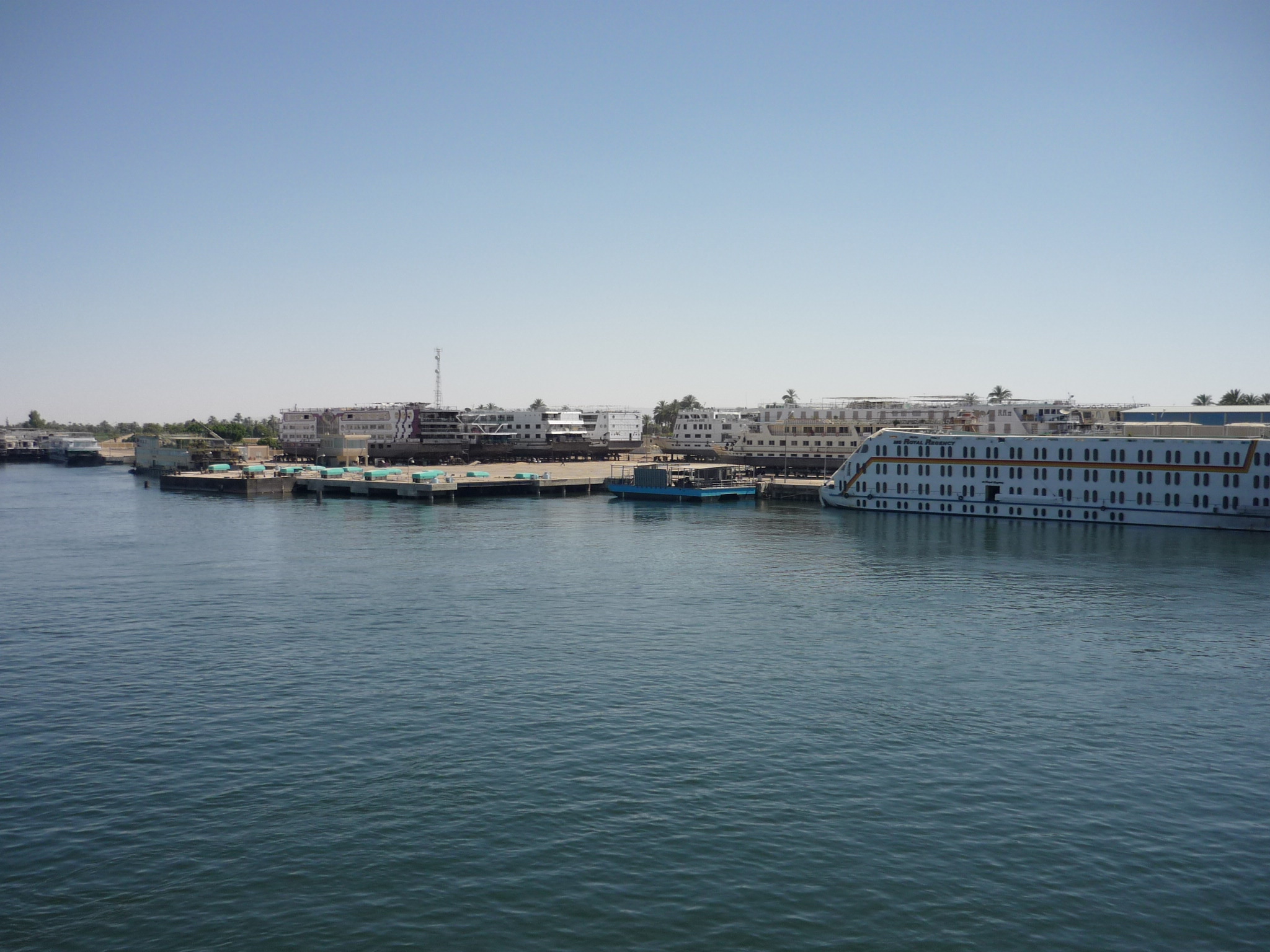
ترسانة بناء السفن النيلية.

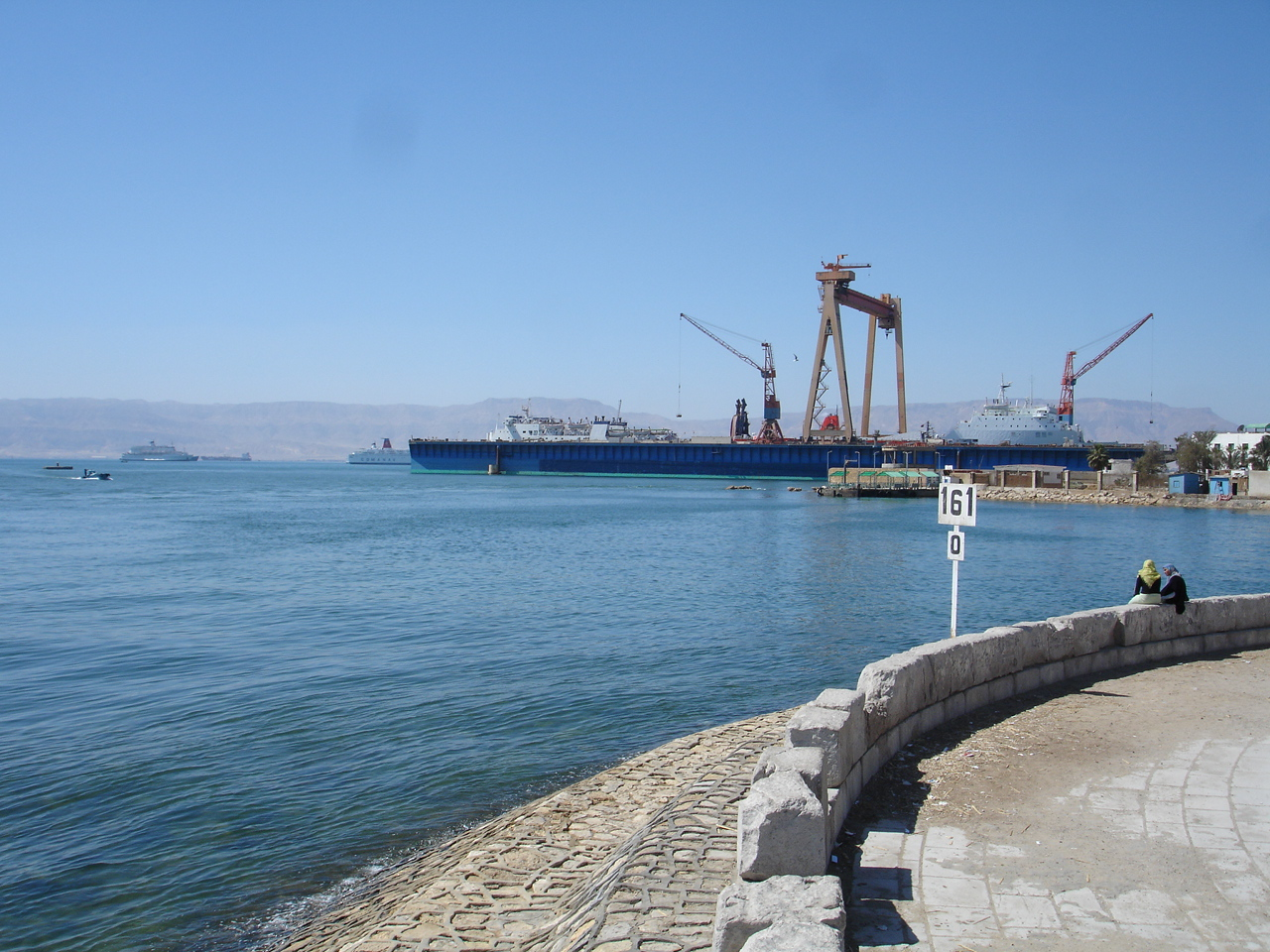
مسفن في بور توفيق

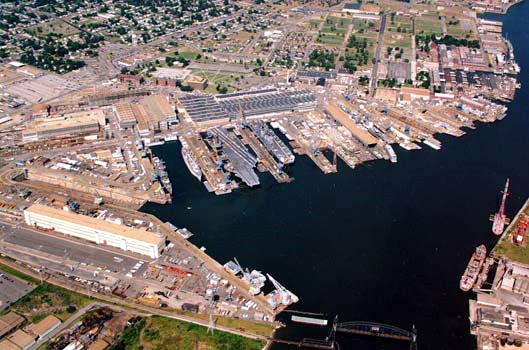
صورة جوية لمسفن في فيرجينيا، الولايات المتحدة

المَسفَن أو ورشة بناء السفن أو الترسانة البحرية(أيضا) هي الموقع الذي يقع فيه صنع المراكب والسفن بمختلف أنواعها، وتوجد عادة قريبة من البحر لسهولة وصول المواد الخام اليه وسهولة انزال السفينة إلى البحر. ومهمة المسفن هي أيضا صيانة وإصلاح وتأهيل المراكب لتمكينها بمزاولة النشاط في شروط السلامة للإبحار.
صناعة السفن هي إحدى دعامات الاقتصاد العالمي وان الدول المتبنية لهذه الصناعة هي الأوفر حظا للنمو الاقتصادى ككوريا الجنوبية والصين. تتمتع كوريا الجنوبية بعطاءات بناء السفن بصفة خاصة بسبب تكنولوجيتها المتقدمة وانخفاض أجور العمالة فيها، وعلى الأخص مقارنة بأجور العمالة في غرب أوروبا والولايات المتحدة الأمريكية.
حدث تطور كبير في أنواع السفن خلال العقود الخمس الأخيرة. السفن السياحية الكبيرة وحاملات الحاويات فرضت تصميمات جديدة لانواع السفن التي تقوم بنقل البضائع بحرا، وتزايد السياحة البحرية والانتقال بالسياح بين مواني كثيرة في البحر الأبيض المتوسط وبين جزر المحيط الأطلسي والسواحل الأمريكية.
يتم اختيار موقع الترسانة وفقا للامور التالية:
1. تيسر خطوط النقل للمنشاة.
2. قرب موقع المسفن من خطوط المواصلات الداخلية والخارجية.
3. قرب الخدمات من المسفن.
4. ظروف مريحة للعمل مع مراعاة السلامة الصناعية.
5. سهولة الانتقال من داخل المسفن إلى خارجه.
6. الاتصال مع الورش التنفيذية من خلال طرق سهلة وقريبة.

## الأنواع
يمكن تقسيم أنواع التصميمات المختلفة من السفن إلى:

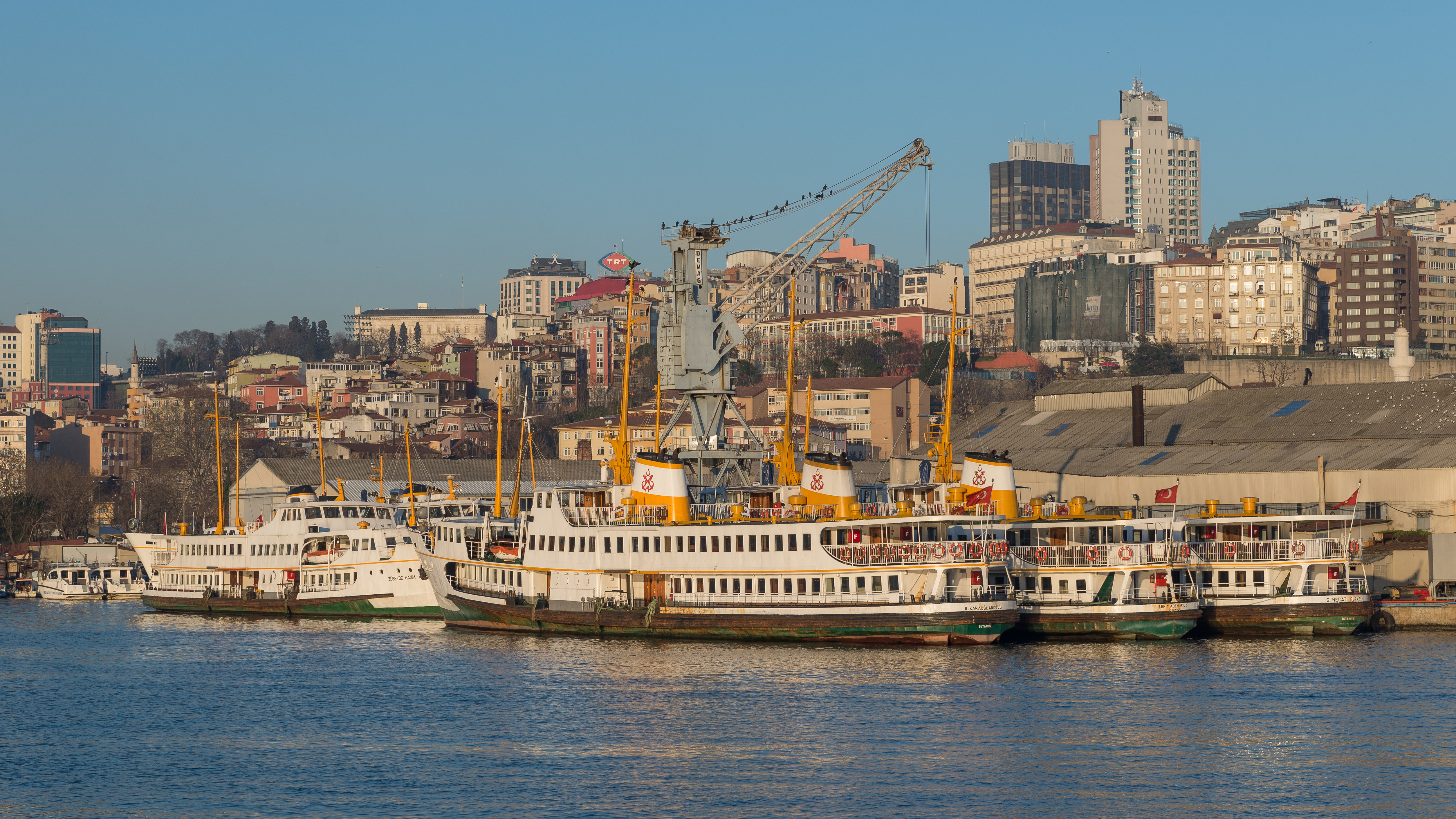
"ترسانة الخليج" في خليج القرن الذهبي باسطنبول.

1. سفن بضائع عامة.
2. وسفن بضائع صب.
3. وسفن ركاب.
4. وسفن الحاويات العملاقة.

## الهوامش
أيضا كان يُسمى مصنع سفن المهدية عاصمة الدولة الفاطمية دار البحر.